# Gilbert Whitehand
Gilbert Whitehand (ook wel Gilbert met de Witte handen) is een bendelid van Robin Hood en zijn Trouwe volgelingen van wie weinig tot niks bekend is als karakter. Het is goed mogelijk dat het personage ontstaan is via mondelinge vertellingen en overleveringen, met alleen vage voetnoten in overgeleverde geschriften.
Hij komt twee keer voor in de Robin Hood "ballade" A Gest of Robyn Hode, een verhaal afkomstig uit de late middeleeuwen, waarin hij de enige boogschutter is die gelijkwaardig is aan Robin Hood. Hiermee zijn ze samen de beste schutters van Engeland. In de ballade verschijnt hij met meerdere "trouwe volgelingen" tijdens een schutterswedstrijd voor de gouden en zilverenpijl en later opnieuw in het verhaal in het "Barnsdale bos" tijdens een vermomd bezoek van de koning. Psychische 

## Naam
Het is onbekend waarom met zijn naam gerefereerd wordt naar witte handen. Een mogelijke verklaring is dat Gilbert Whitehand een verbastering van de naam Gilbert Wythehonde is, een tweede naam die gevonden is in de archiefschriften Wakefield Court Rolls. Sommigen beweren dat hij wittere handen had dan anderen, zoals in het verhaal van Elinor Mead Buckingham uit 1905, wat echter speculaties zonder onderbouwing zijn.

## Andere verschijningen
- De Schotse bisschop Gavin Douglas noemt hem naast Robin in zijn werk "Palice of Honure" (1501).
- In "The Merry Adventures of Robin Hood" (1883) van Howard Pyle, verschijnt Gilbert (of the white hand) niet als een van Robin Hood's volgers, maar als een boogschutter van de koning. Tijdens een boogschutters wedstrijd komt hij tegen Robin Hood te staan en ondanks hun kundige gelijkwaardigheid is Robin net iets beter.
- In "The Tale of Robin Hood and His Merry Men" (1905) van Elinor Mead Buckingham, is Gilbert een kok die voor de Sheriff van Nottingham werkte, voordat hij zich bij de "trouwe volgelingen" voegde. Hem werd de bijnaam "witte handen" (Whitehand) gegeven omdat hij zolang in een huis had gewoond en zijn huid te weinig blootgesteld was aan zonlicht en slecht weer om bruin te kunnen worden.